# Kara Dawud Paixà
Kara Dawud Paixà (mort 1623) fou gran visir otomà. S'esmenta un Kara Dawud d'origen croata i nascut vers 1556 que podria ser aquest personatge però les fonts otomanes generalment l'assenyalen com a bosnià
El seu primer càrrec fou cuhadar i sota Mehmet III (1595-1603) kapidji-bashi. Sota Ahmet I (1603-1617) fou nomenat beglerbeg de Rumèlia (1604) i va servir contra els rebels djalàlides de l'Àsia Menor i a la campanya d'Erevan contra els safàvides (1612). Amb Mustafà I (1618-1622) fou Kapudan Paixà. Amb Osman II (1618-1622) va fer la campanya de Choczim (Hotin) contra Polònia (1021).
Casat amb una germana de Mustafà I i sota influència de la walida-sultan (la mare del sultà Mustafà I) Mah-Peyker, va ser elevat a gran visir el 20 de maig de 1622. Mustafà I fou retornat al tron (1622) i el gran visir es va cuidar d'executar al deposat Osman II.
Fou destituït el 13 de juny de 1622 i per causa de conflictes interns del govern, fou executat el gener de 1623 i enterrat a Istanbul.